# Vietnam Veterans Memorial
Le Vietnam Veterans Memorial ou Mémorial des anciens combattants du Viêt Nam est un mémorial national dédié aux soldats américains morts pendant la guerre du Viêt Nam. Il est situé à Washington, D.C., aux États-Unis, dans les Constitution Gardens, parc adjacent du National Mall, au nord-est du Lincoln Memorial. Sa construction et des problèmes annexes provoquèrent plusieurs controverses, certaines conduisant à des ajouts au mémorial. Le mémorial consiste en trois monuments distincts.

## Description
Le Vietnam Veterans Memorial consiste en trois monuments distincts.

### Mur de granit noir
Le mur de granit noir de Bangalore est un mur long de 150 m, sur lequel sont gravés les noms des 58 156 Américains tués ou portés disparus pendant la guerre du Viêt Nam, dans l'ordre chronologique de leur disparition, entre 1959 et 1975. Ce mur fut achevé en 1982. Il a été dessiné par l'architecte paysagiste américaine Maya Lin.

### Statue des Trois soldats
La statue des Trois soldats (Three Soldiers statue) est une statue en bronze qui représente à taille réelle, trois soldats qui sont volontairement identifiables comme un soldat de type africain, un soldat de type caucasien et un soldat de type hispanique. Il fut inauguré en 1984 et est situé à une courte distance du mur. Les réactions négatives au projet de Lin créèrent une violente controverse. Un compromis fut trouvé en commissionnant Frederick Hart (qui avait fini 3e de la compétition originale) pour réaliser une sculpture figurative dans la tradition héroïque, en complément au mur du mémorial. La statue et le mur semble interagir, les soldats regardant avec solennité vers le mur où sont inscrits le nom de leurs camarades. La distance entre les deux autorise cette interaction tout en minimisant l'impact de cet ajout sur le design de l'œuvre de Lin.

### Vietnam Women's Memorial
Le Vietnam Women's Memorial est géré et entretenu par le National Park Service et reçoit environ trois millions de visiteurs chaque année.

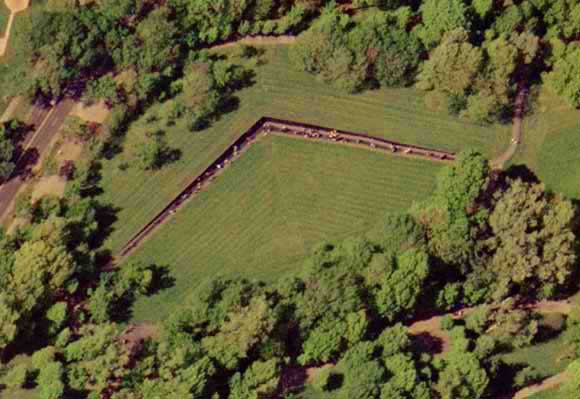
vue aérienne du mémorial.
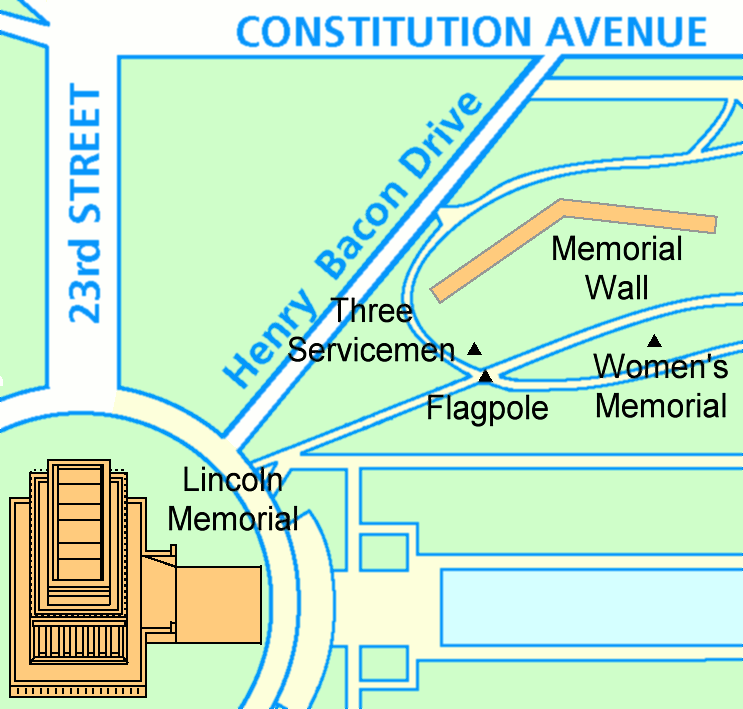
Carte.